# 샹치와 텐 링즈의 전설
《샹치와 텐 링즈의 전설》(영어: Shang-Chi and the Legend of the Ten Rings)은 2021년 개봉된 미국의 슈퍼히어로 영화로, 마블 코믹스에 등장하는 캐릭터 샹치를 주인공으로 삼고 있다. 마블 스튜디오가 제작하고 월트 디즈니 스튜디오스 모션 픽처스가 배급한 이 영화는 마블 시네마틱 유니버스의 25번째 영화이다. 데이브 캘러햄, 앤드루 래넘과 같이 각본을 쓴 데스틴 대니얼 크레턴이 감독을 맡았으며, 시무 리우, 아콰피나, 장멍얼, 천파라, 플로리안 문테아누, 베네딕트 웡, 양자경, 벤 킹즐리와 양조위 등이 출연했다.
마블 코믹스의 캐릭터 샹치를 소재로 한 영화의 제작은 2001년부터 시도되었으나, 2018년 12월 각본가로 데이브 캘러햄을 고용하기 전까지는 별다른 작업이 착수되지 않았다. 캘러햄은 제작에 2019년 3월부터 참여했으며, 그 때부터 아시아계 배우를 주인공으로 삼은 마블의 첫 번째 영화로 주목받기 시작했다. 이후 2019년 7월 1차 배우들과 영화의 제목이 공개되었고, 2020년 2월에 오스트레일리아 시드니에서 본격 촬영이 시작되었으나, 1달 만인 2020년 3월 코로나19 범유행으로 인해 촬영이 중단되었다. 이후 2020년 8월 촬영이 미국 캘리포니아주 샌프란시스코에서 추가 촬영이 이루어졌다.
샹치와 텐 링즈의 전설은 2021년 8월 16일에 캘리포니아주 로스앤젤레스에 처음 개봉했으며, 9월 3일에는 페이즈 4의 일부로 미국 전역에 개봉하였다. 이 영화는 개봉 후 코로나19 범유행 중에도 여러 흥행 수익 기록에서 1위를 기록했다. 4억 3천 170만 달러의 수익을 올려 2021년 개봉 영화 중 수익이 여덟 번째로 많은 것으로 확인되었다. 작품은 비평가들에게 호평을 받았으며, 비평가들은 주로 액션과 아시아 문화의 표현, 시무 리우와 장멍얼의 연기가 흥미로웠다고 평가했다.

## 줄거리
천 년 전, 쑤웬우는 신적인 힘과 불멸을 부여하는 신비로운 텐 링즈를 발견한다. 그는 텐 링즈 조직을 설립하여 역사를 통해 왕국들을 정복하고 정부들을 전복시킨다. 1996년, 웬우는 신화 속 야수들이 서식한다고 전해지는 마을 탈로를 찾아 나선다. 그는 마법의 숲을 통과해 마을 입구에 도달하지만 수호자인 잉리에 의해 저지당한다. 둘은 곧 사랑에 빠지지만, 탈로 주민들이 웬우를 거부하자 리는 그와 함께 떠나기로 선택한다. 그들은 결혼하여 샹치와 샤링이라는 두 자녀를 갖는다. 웬우는 자신의 조직을 포기하고 텐 링즈를 봉인한다.
샹치가 7세일 때, 리는 웬우의 적인 아이언 갱에 의해 살해당한다. 웬우는 다시 텐 링즈를 착용하고 아이언 갱을 학살한 뒤 조직의 지도권을 되찾는다. 그는 샹치에게 무술 훈련을 가혹하게 시키지만 샤링에게는 훈련을 허락하지 않아, 샤링은 비밀리에 스스로 무술을 익힌다. 샹치가 14세일 때, 웬우는 그에게 아이언 갱의 수장을 암살하라는 임무를 준다. 임무를 완수한 후, 트라우마를 겪은 샹치는 샌프란시스코로 도망쳐 "숀"이라는 이름으로 살게 된다.
현재, 샹치는 가장 친한 친구인 케이티와 함께 주차 관리원으로 일하고 있다. 그들은 버스에서 텐 링즈 조직의 공격을 받아 리가 샹치에게 준 펜던트를 빼앗긴다. 샹치는 텐 링즈가 샤링의 짝이 되는 펜던트를 노릴 것을 우려하여 마카오로 가서 샤링을 찾는다. 그는 케이티에게 자신의 과거를 밝히고, 케이티는 그를 돕겠다고 고집한다. 그들은 샤링이 16세에 웬우에게서 탈출한 후 설립한 비밀 격투 클럽에서 그를 찾는다. 텐 링즈가 격투 클럽을 공격하고 웬우가 도착하여 샹치, 케이티, 샤링, 그의 펜던트를 포획한다.
텐 링즈의 본거지에서 웬우는 펜던트들을 사용하여 탈로로 가는 신비한 지도를 드러낸다. 웬우는 리의 목소리를 들었다고 설명하며, 그가 봉인된 문 뒤에 갇혀 있다고 믿는다. 그는 마을이 리를 풀어주지 않으면 마을을 파괴할 계획이다. 자녀들과 케이티가 반대하자 그는 그들을 감금한다. 그들은 웬우를 사칭한 죄로 텐 링즈에 의해 투옥된 전직 배우 트레버 슬래터리와 그의 혼돈 동료 모리스를 만난다. 그들은 탈출하고 모리스의 안내로 별도의 차원에 존재하며 다양한 중국 신화 생물들이 사는 탈로에 도착한다.
일행은 리의 여동생인 잉난을 만나게 되며, 난은 탈로의 역사를 설명한다. 수천 년 전, 마을의 우주는 영혼을 포식하는 어둠의 드웰러와 그의 영혼 포식자들의 공격을 받았으나, 위대한 수호자라 불리는 용의 도움으로 어둠의 드웰러의 세계로 통하는 어둠의 문을 봉인하여 구원받았다. 난에 따르면, 어둠의 드웰러는 웬우가 텐 링즈를 사용하여 문을 열도록 리로 위장하고 있다. 샹치, 샤링, 케이티, 슬래터리, 모리스는 주민들과 함께 웬우의 도착에 대비하여 훈련하고 준비한다. 그들은 영혼 포식자들에게 효과적인 용의 비늘로 만든 의복과 무기를 사용한다.
웬우와 텐 링즈가 도착하여 공격을 시작한다. 웬우는 샹치를 제압하고 그를 근처 호수로 밀어넣은 후, 텐 링즈로 문을 공격한다. 이로 인해 어둠의 드웰러의 일부 영혼 포식자들이 탈출하게 되고, 텐 링즈 조직은 주민들과 연합하여 효과적으로 그들과 싸운다. 위대한 수호자는 샹치를 소생시키고 호수에서 그를 들어 올려 영혼 포식자들과 싸우게 한다. 웬우와 샹치는 다시 한 번 싸우게 되고, 샹치가 우위를 점하지만 웬우를 살려두기로 선택한다. 어둠의 드웰러가 약해진 문을 통해 탈출하여 샹치를 공격한다. 웬우는 샹치를 구하지만 어둠의 드웰러에 의해 살해당하고, 죽기 전 텐 링즈를 샹치에게 물려준다. 샹치, 위대한 수호자, 샤링, 케이티는 어둠의 드웰러를 퇴치한다. 이후 샹치와 케이티는 샌프란시스코로 돌아가고, 그곳에서 마법사 웡이 그들을 카마르-타지로 소환한다.
중간 크레딧 장면에서, 웡은 샹치와 케이티를 브루스 배너와 캐롤 댄버스에게 소개하고 이들은 텐 링즈의 기원에 대해 논의한다. 그들은 텐 링즈가 어떤 것에 대한 신호로 작용하고 있음을 발견한다. 후반 크레딧 장면에서는, 샤링이 샹치에게 조직을 해체하겠다고 말했음에도 불구하고 텐 링즈의 새로운 지도자가 되어 남성들과 함께 여성들도 훈련시키기 시작한다.

## 출연
- 시무 리우 - 쑤샹치 / 숀 역 (아역: 제이든 창, 10대: 아놀드 순)
- 아콰피나 - 케이티 역
- 장멍얼 - 쑤샤링 역 (아역: 앨로디 퐁)
- 천파라 - 잉리 역
- 플로리안 문테아누 - 레이저 피스트 역
- 베네딕트 웡 - 웡 역
- 양자경 - 잉난 역
- 벤 킹즐리 - 트레버 슬래터리 역
- 양조위 - 웬우 역
- 전신이 - 존 존 역
- 원화 - 광보 역
- 조디 롱 - 첸 역
- 댈러스 리우 - 뤼화 역
- 주재근 - 케이티의 할머니 역
- 앤디 르 - 데스 딜러 역
- 스테퍼니 슈 - 수 역
- 쿠날 더드헤커 - 존 역
- 디 베이커 - 모리스 목소리 역
- 팀 로스 - 에밀 블론스키 / 어보미네이션 역
- 폴 W. 허 - 챈샐러 후이 역
- 페르난도 치엔 - 가오레이 역

마크 러펄로와 브리 라슨은 중간 쿠키 영상에서 각각 MCU 캐릭터인 브루스 배너와 캐럴 댄버스 역을 맡았다.

### 한국판 성우진
- 민승우 - 샹치(류쓰무)
- 정유미 - 케이티(임가진)
- 오인성 - 웬우(양조위)
- 원에스더 - 샤링(장멍얼)
- 차명화 - 잉난(양자경)
- 장광 - 트레버 슬래터리(벤 킹슬리)
- 구지원 - 레이저 피스트(플로리안 문테아누)
- 황창영 - 존 존(전신이)
- 임은정 - 케이티의 엄마(조디 롱)
- 곽규미 - 수(스테파니 수)
- 이상호 - 케이티의 동생(댈러스 리우)
- 손종환 - 웡(황개선)
- 사성웅 - 브루스 베너(마크 러팔로)
- 강시현 - 캡틴 마블(브리 라슨)
- 이우진 - 어린 샹치(제이든 장)
- 이나경 - 어린 샤링(엘로디 퐁)

## 개발

### 개발 초기

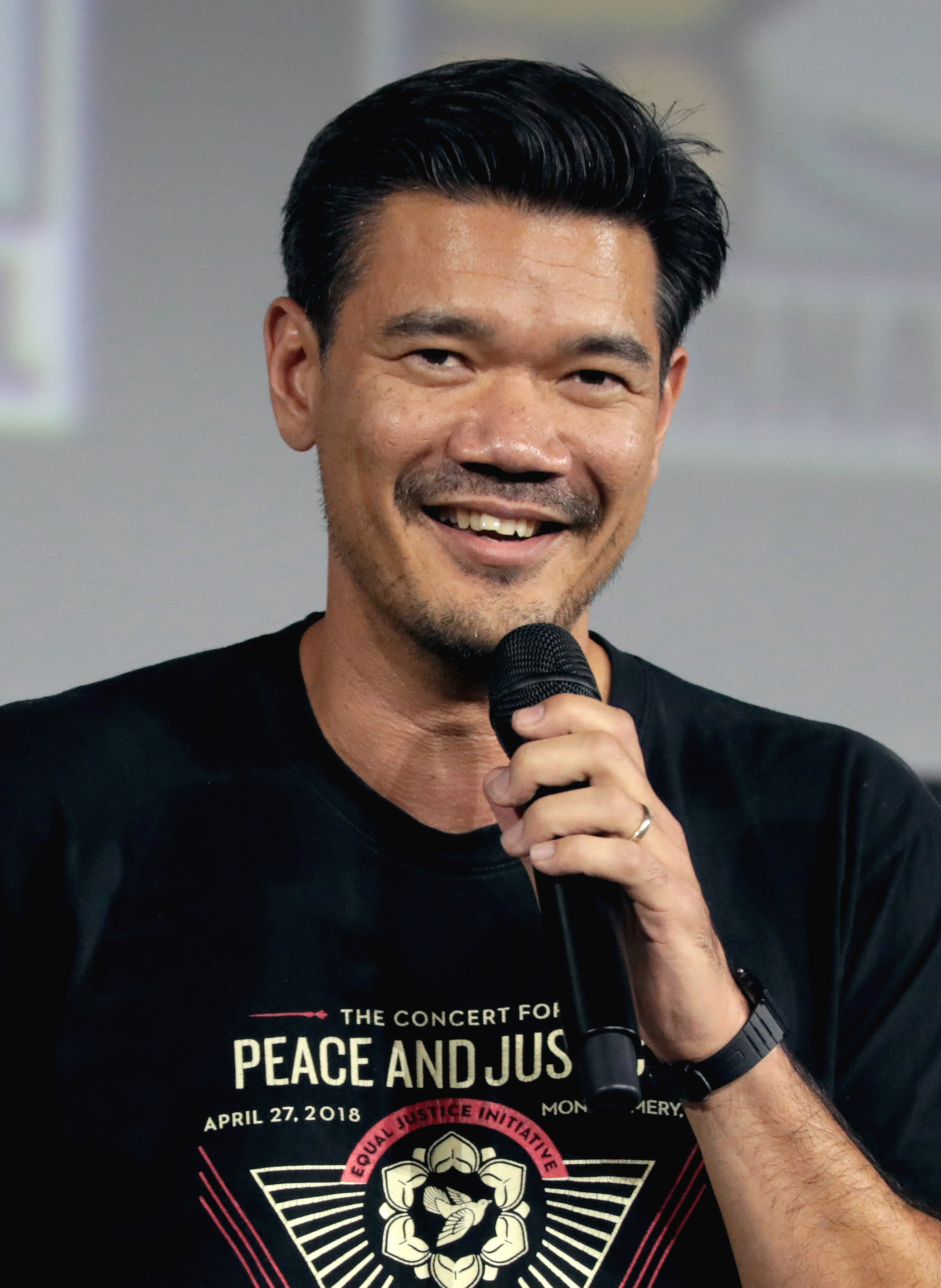
데스틴 대니얼 크레턴이 "2019 샌디에이고 코믹콘"에서 이 영화를 소개 및 홍보하고 있다.

마블 프로덕션의 전 사장이자 현재 CEO인 마가렛 로슈는 스탠 리가 1980년대 배우 브랜던 리가 마블 코믹스의 캐릭터인 샹치를 맡고, 그의 어머니 린다 리 캐드웰이 출연하는 영화나 TV 시리즈에 대해 논의했다고 말했다. 이는 원래 샹치를 처음 그리던 폴 글레이시는 이소룡을 참고해서 그렸기 때문이다. 이후 결국 2001년, 스티븐 노링턴은 《샹치의 손》이라는 제목의 영화의 감독을 맡는 계약에 서명했다. 샹치의 손은 2003년까지 드림웍스 픽처스에서 개발 중이었지만, 2004년에 리안이 제작에 참여할 시점에 이야기가 구체화되지 않아 제작이 느려졌다. 2005년 9월, 마블 스튜디오의 CEO인 아비 아라드는 파라마운트 픽쳐스가 배급할 영화 10개 중 하나가 샹치를 주인공으로 삼고 있다고 밝혔는데, 이는 "샹치"라는 캐릭터가 "매우 디즈니적인 캐릭터"라고 평가받았기 때문이다.
"텐 링즈"는 아이언맨(2008)에 처음 등장했는데, 이에 마블 스튜디오는 "텐 링즈"와 만다린을 모두 아이언맨에 등장시키려는 계획을 세웠다. 그러나 케빈 파이기는 아이언맨이 토니 스타크에 대해 담은 영화이기 때문에 텐 링즈와 만다린을 동시에 등장시키면 안된다고 생각했다. 마블 스튜디오와 공동 제작을 협의 중이던 중국의 영화 제작사 DMG 엔터테인먼트의 크리스 펜튼은 마블이 어벤져스(2012) 제작이 거의 끝나가던 때에 DMG에 샹치나 만다린을 주인공으로 한 영화를 제작하는 것을 제안했다. 그러나 DMG는 중국이 부정적으로 묘사된 샹치나 만다린이 주인공으로 한 영화를 제작하면 중화인민공화국 정부에 회사가 폐쇄될 우려가 있어 제안에 주저했다. 결국 마블 스튜디오는 아이언맨 3(2013)에 벤 킹즐리 만다린을 등장시켜 이야기를 이어나갔다.
2018년 12월까지 마블 스튜디오는 최초의 아시아인이 주인공인 영화를 만들겠다는 목표로 제작을 이어갔지만, 아직 본격적으로 제작에 착수하지는 않았다. 2019년 3월부터 각본에 데이브 캘러햄이 참여하여 각본을 쓰는 속도가 매우 빨라졌으며, 마블은 다시 새로운 목표를 삼았는데, 이 목표는 블랙 팬서(2018)에서 아프리카 문화를 주제로 잡은 것처럼, 《샹치와 텐 링즈의 전설》도 아시아 문화를 주요 주제로 삼는 것이었다. 마블은 데이브 캘러햄의 각본이 아시아계 사람의 고정관념을 깨기 위해 만화에 등장하는 캐릭터보다 샹치가 현대화 되길 바랐다. 더 할리우드 리포터의 리처드 뉴비는 이 영화가 "블랙 팬서와 비슷한 방식으로 개봉될 수 있다."고 말했으며, 아시아의 무술가에 대한 고정관념을 없애는 데 꽤 좋은 역할을 할 것이라고 말했다.
2019년 3월에 마블 스튜디오는 일본계 감독인 데스틴 대니얼 크레턴을 고용하였는데, 마블 스튜디오는 데버라 차우와 알란 양도 감독에 고려했다고 밝혔다. 마블 스튜디오는 데스틴 대니얼 크레턴이 슈퍼 히어로 액션에 관심이 없음을 인정했음에도 아시아 어린이들이 우러러볼 수 있는 세계와 캐릭터를 만드는 데 도움을 주는 프로젝트에 관심이 있었기 때문에 고용했다고 말했다. 2019년 4월 마블 스튜디오는 이 영화의 촬영이 폭스 스튜디오 오스트레일리아와 시드니, 뉴사우스웨일스주 전역에서 진행되고, 촬영에 오스트레일리아 정부에서 2400만 달러의 지원을 받았다고 발표했다. 이 때 오스트레일리아 정부는 약 2,400명의 일자리를 창출하고 약 1,200개의 현지 기업이 활용되길 기대했다. 뉴사우스웨일즈 예술부 장관인 돈 하윈은 이 영화의 촬영이 토르: 러브 앤 썬더(2022) 제작이 시작되기 전에 끝날 것이라고 예상했다.

### 사전제작
마블 스튜디오는 2019년 7월부터 "샹치" 역할을 맡을 루이스 탠, 시무 리우 등 20대 배우들을 오디션을 보았는데, 오디션을 본 배우들은 모두 자신이 중국계라고 말했다. 오디션을 보던 중, 2019년 7월 14일에 면접관들은 시무 리우가 고려되었는데, 1차 오디션 때 더 이상 오디션 면접관들이 평가를 내리지 못하자 마블 스튜디오는 2차 오디션 때 리우를 다시 오디션하려고 했고, 2차 오디션인 7월 16일에 시무 리우가 공식적으로 캐스팅되었다. 케이티 역에서 캐스팅 되었던 아콰피나는 시무 리우가 "점프해서 등장한 샹치임이 분명하다"고 말했다. 시무 리우와 아콰피나가 캐스팅 된 사실은 7월 20일 2019년 샌디에이고 코믹콘 인터내셔널에서 발표되었고, 이곳에서 영화의 전체 이름이 "샹치와 텐 링즈의 전설"이 될 것이라고도 발표했다.
데스틴 대니얼 크레턴은 제작이 2020년 초에 시작될 것이라고 발표했고, 케빈 파이기는 이 영화는 대부분의 출연진이 아시아인이라는 것이 특징이라고 말했다. 이후 한달 후에야 양자경은 이 영화의 배역에 대해 협의했다.
데이브 캘러햄 외에도 앤드루 래넘과 감독인 데스틴 대니얼 크레턴도 각본을 썼고, 각본을 본 출연진들은 "감동적인 가족 드라마와 숨막히는 액션이 합해진 서사시"로 평가했다. 그리고, 시무 리우는 샹치가 스파이더맨이나 배트맨에 비해 대중 인지도가 낮아 각본가들이 샹치를 상상하기 쉬웠을 것이라고 언급했다. 크레턴은 여러 의견을 반영하여 수정된 각본을 보고 "정말 아름다운 각색"이라고 말했다.

### 촬영
주 촬영은 2020년 2월부터 폭스 스튜디오, 오스트레일리아와 시드니, 뉴사우스웨일스주 전역에서 시작되었다. 윌리엄 포프는 Arri Alexa LF로 영화를 촬영하여 촬영기사로 활동했으며, 데스틴 대니얼 크레턴은 태극권과 쿵푸 허슬, 타이치 마스터 등에서의 무술에서 영감을 받았다고 밝혔다. 이후 로니 쳉이 공개되지 않은 역으로 캐스팅되어 출연했다.
2020년 3월 12일에 코로나19 범유행으로 인해 촬영이 중단되었고, 코로나19에 감염되어 있을 확률이 높은 출연진과 스태프들은 스스로 검사를 받기로 하였다. 이는 크레턴 감독이 갓 태어난 아이를 갖고 있었기 때문이고, 그는 이 기간동안 자가격리를 하고 있었다. 모든 출연진과 스태프가 음성 판정을 받고, 마블 스튜디오는 크레턴이 진행하던 장면을 중단하고 다른 장면의 촬영을 진행했다. 2020년 4월 초, 월트 디즈니 컴퍼니는 페이즈 4의 개봉일을 대부분 앞당겼는데, 여기에 샹치와 텐 링즈의 전설이 포함되어 이 영화의 개봉일이 2021년 5월 7일으로 앞당겨졌다.
2020년 7월 말이 되어서야 세트장이 정상적으로 재개되었고, 8월 2일에는 모든 촬영진과 스태프들이 촬영을 시작했다. 오스트레일리아의 지침에 따라 외국에 갔던 스태프와 촬영진들은 2주 동안 자가격리를 진행하였다. 촬영이 재개되고 8월 말, 양자경이 출연진에 합류했으며, 블랙 위도우가 2021년 5월, 샹치와 텐 링즈의 전설은 7월 9일 개봉이 확정되었다. 2021년 10월에는 미국 샌프란시스코에서 추가 촬영이 이루어졌고, 총격 장면은 피셔맨스워프, 러시안 언덕, Noe 마을, 노브 언덕 등에서 촬영되었으며, 공식적으로 촬영은 2020년 10월 24일으로 끝났다.

## 반응

### 흥행 수익
샹치와 텐 링즈의 전설은 캐나다와 미국에서 2억 460만 달러, 대한민국에서 4370만 달러(522억원)의 수익을 올렸으며, 그 외의 지역에서 총 2억 5700만 달러의 수익을 올려, 전 세계적으로 4억 3170만 달러의 수익을 올렸다. 또한 영화는 IMAX로 1720만 달러의 수익을 올렸는데, 이는 미국에서 노동절 최고 기록이었다.
샹치와 텐 링즈의 전설은 개봉일에만 2960만 달러를 벌어들였는데, 이는 코로나19 범유행 시작된 이후 개봉일에 수익이 세번째로 많은 수치였다. 이 영화는 개봉 이후 한 주 동안 41개국에서 5620만 달러를 벌어들여 많은 국가에서 수익 1위를 기록했다.

### 수상
| 상                            | 날짜             | 분류                  | 받는 사람      | 결과 | 출처   |
| ----------------------------- | ---------------- | --------------------- | -------------- | ---- | ------ |
| 미디어 어워드의 할리우드 음악 | 2021년 11월 17일 | SF/판타지 영화        | 조앨 P. 웨스트 | 후보 | [ 51 ] |
| 피플스 초이스상               | 2021년 12월 7일  | 2021년 영화           | 전체           | 후보 | [ 52 ] |
| 피플스 초이스상               | 2021년 12월 7일  | 2021년 액션 영화      | 전체           | 수상 | [ 52 ] |
| 피플스 초이스상               | 2021년 12월 7일  | 2021년 남자 배우      | 시무 리우      | 후보 | [ 52 ] |
| 피플스 초이스상               | 2021년 12월 7일  | 2021년 여자 배우      | 아콰피나       | 후보 | [ 52 ] |
| 피플스 초이스상               | 2021년 12월 7일  | 2021년 액션 영화 스타 | 시무 리우      | 수상 | [ 52 ] |